# Der Kurier des Zaren (1956)
Der Kurier des Zaren ist eine französisch-italienisch-jugoslawische Verfilmung des gleichnamigen Jules-Verne-Klassikers (1876) aus dem Jahre 1956 mit Curd Jürgens in der Titelrolle.

## Handlung
Die Handlung folgt dem Geschehen der Romanvorlage:
Der kampferprobte Rittmeister Michael Strogoff wird in den Winterpalast beordert und von Zar Alexander II. mit einem wichtigen Auftrag betraut. Er soll die zaristischen Aufmarschpläne in die von aufständischen Kräften bedrohte sibirische Stadt Irkutsk bringen. Strogoff weiß, dass er bei dieser weiten, beschwerlichen und gefährlichen Reise zahlreichen Gefahren ausgesetzt sein wird und dass er auf keinen Fall mit seiner Botschaft in die Hände des Gegners fallen darf. Schon bei seiner Abreise aus Sankt Petersburg lauert die erste Gefahr in Gestalt der verführerischen Sangarre, der Geliebten des russischen Ex-Oberst Iwan Ogareff, der die aufständischen Tataren unter Führung des Feofar-Khan unterstützt. Sangarre heftet sich an Strogoffs Fersen mit der Absicht, in den Besitz der streng geheimen Pläne zu kommen. Als Tarnung wird ihm Nadja Fedorovna, die ihren in Irkutsk lebenden Vater besuchen möchte, zur Seite gestellt. Sie soll seine Gattin spielen, die Ehefrau eines Tuchhändlers namens Korparow. Auf der Zugfahrt nach Osten lernt der Kurier des Zaren den französischen Reporter Jolivet und seinen britischen Kollegen Henry Blount kennen, die als Reporter den Osten bereisen wollen.
Michael Strogoff ahnt nicht, dass auch sein ebenso mächtiger wie grausamer Gegner Ogareff auf dem Weg nach Irkutsk ist, um die Streitmacht der Tataren zur Erstürmung der Stadt anzuführen. Beide treffen sich, ohne einander zu kennen, und haben dabei sogleich ihre erste heftige Auseinandersetzung, als es um ein frisches Pferdegespann dreht, das beide für sich benötigen. Um seine Tarnung nicht auffliegen zu lassen, erträgt der Kurier des Zaren die ungehobelten Manieren des brutalen Ogareff. Später werden Strogoff und Nadja bei einer Flussüberquerung auf einer Fähre von Tataren attackiert. Nur Michael Strogoff kann den feindlichen Angreifern entkommen, die anderen werden niedergemacht oder geraten in Gefangenschaft. Währenddessen geht Ogareff bei der Eroberung von Irkutsk mit äußerster Härte vor. Selbst Sangarre ist nicht gefeit vor seinen Brutalitäten. Allmählich beginnt dessen Geliebte an der Richtigkeit ihrer Solidarität mit Ogareff zu zweifeln. Der Wüterich plant nichts weniger als die Eroberung ganz Sibiriens und hinterlässt dabei mit niedergebrannten Dörfern und verstümmelten Bewohnern eine Schneise der Verwüstung. Derweil fällt auch Strogoff mit anderen Flüchtlingen in die Hände der Tataren. Dort trifft er auch auf seine Mutter Marfa wieder sowie Nadja. Ogareff weiß, dass Marfa Michaels Mutter ist, und will sie heftig auspeitschen, um aus ihr Informationen über ihren Sohn herauszupressen und diesen aus der eventuellen Deckung hervorzulocken. Als Michael dies sieht, geht er dazwischen und schlägt auf Ogareff ein.
Ogareff ist nun klar, dass dieser Mann der Kurier des Zaren ist. Der vor Ort herrschende Emir will Strogoff bestrafen: Das Urteil heißt Blendung. Ogareff reitet mit dem an sich genommenen Zarenbrief in Richtung Irkutsk, während Marfa stirbt. Mit Nadjas Hilfe erreicht Michael Strogoff unter Überwindung zahlreicher weiterer Gefahren und Hindernisse Irkutsk. Die Stadt ist von Tatarenverbänden umzingelt und liegt unter Dauerbeschuss. Lange scheint sich Irkutsk nicht mehr halten zu können. Der im Auftrag des Zaren die Stadt verwaltende Großfürst glaubt, mit Ogareff den Kurier des Zaren vor sich zu haben, da er im Besitz des Zaren-Briefs ist. Deshalb akzeptiert er auch dessen Vorschläge einer angeblichen Stadtrettung. Als Nadja im Gouverneurspalast Ogareff erkennt, kommt es zum Zweikampf zwischen ihm und dem Kurier, der inzwischen wieder sehen kann. Während Michael siegt, dringen draußen die Tataren in das Stadtinnere vor. Nachdem der Großfürst ihm das Kommando übertragen hat, kann Michael Strogoff mit den russischen Verteidigern die Tatarenhorden abwehren.

## Produktionsnotizen
Der Kurier des Zaren entstand zwischen dem 4. Juni und dem 15. September 1956 an mehreren Drehorten in Jugoslawien. Louis Wipf übernahm die Produktionsleitung. Léon Barsacq schuf die Filmbauten, Marcel Escoffier die Kostüme.
Die Uraufführung fand am 14. Dezember 1956 in Paris statt, die deutsche Premiere war am 12. März 1957 im Düsseldorfer Alhambra-Kino. Am 18. Februar 1984 erfolgte im ZDF um 23:30 Uhr die Erstausstrahlung im deutschen Fernsehen.
1961 erfolgte mit Oberst Strogoff eine Fortsetzung dieses Films, erneut mit Curd Jürgens in der Titelrolle.

## Kritiken
Der Film wurde national wie international äußerst mau besprochen. Nachfolgend drei Beispiele:
Der Spiegel schrieb: “In der kinematographischen Jules-Verne-Renaissance … geriet die Cinemascope-Neuauflage des Abenteurer-Klassikers … zum unerregenden Nebenprodukt. Das blauäugig blitzende und tiefkehlige Offiziersmannestum des Curd Jürgens mag zwar der Weiblichkeit der Ursprungsländer einen verheißenden Anblick bieten, aber der "normannische Kleiderschrank" droht in solchen aufwendig hergestellten, doch einfallsarm inszenierten Breitwandgemälden rasch als filmeuropäisches Gebrauchsmöbel unter seinem Wert verschlissen zu werden.”
Eugene Archer schrieb in der New York Times: „Für Bewunderer ausländischer Filme, die möglicherweise durch die jüngsten feinen Importe aus Frankreich und Schweden davon überzeugt wurden, dass die Produktionsstandards im Ausland unseren eigenen überlegen sind, sollte "Michael Strogoff" eine lehrreiche Erfahrung bieten. Diese unendliche historische Saga beweist schlüssig, dass europäische Filmemacher, wenn sie sich auf ihre Arbeit konzentrieren, schlechtere Kostümspektakel machen können als Hollywood in all seiner Prunkhaftigkeit (…) Carmine Gallone, der inszenierte, führt die rasante Reise über die Cinema-Scope-Leinwand in einem Elefantentempo durch und hält gelegentlich für eine Schlachtenszene aus dem 19. Jahrhundert auf einem frisch gemähten Rasen. Mr. Jurgens' Versuch, Douglas Fairbanks nachzuahmen, ist peinlich zu beobachten, während Genevieve Page als seine blonde Reisegefährtin abwechselnd tränenreich und schüchtern ist. Der Rest der Akteure hat wenig Gelegenheit, Eindruck zu hinterlassen, und das ist ein Glück für alle Beteiligten.“
Im Lexikon des Internationalen Films heißt es: „Historischer Abenteuerfilm, der sich auf die Schaueffekte des mehrfach verfilmten Stoffes konzentriert und dabei die Spannungsdramaturgie vernachlässigt.“